# Avermes
Avermes – miejscowość i gmina we Francji, w regionie Owernia-Rodan-Alpy, w departamencie Allier.

## Demografia
Według danych na rok 1990 gminę zamieszkiwały 3892 osoby, a gęstość zaludnienia wynosiła 249 osób/km². W styczniu 2015 r. zamieszkiwało 3967 osób, przy gęstości zaludnienia wynoszącej 253,8 osób/km².